# Золотий ріг (фільм)
«Золотий ріг» — радянський чорно-білий художній фільм-виробнича драма 1948 року, знятий на Алма-Атинській кіностудії.

## Сюжет
Високо в горах Заїлійського Алатау знаходиться дослідна станція Казахського інституту тваринництва. Молодий учений Жакан Дасанов (Шакен Айманов) працює над виведенням нової породи овець, намагаючись схрестити мериносну вівцю і дикого барана-архара. З великими труднощами йому вдається зловити архара в горах. Дасанов і його помічниця Саулі піклуються про п'ять овець, запліднених диким бараном. Але у важких гірських умовах чотири матки загинули, а єдине народжене від п'ятої вівці ягня вбите випадковим пострілом мисливця. Однак Дасанов не опускає рук. Він береться за повторення свого досвіду, цього разу у незмірно великих масштабах. Через кілька років вченому вдалося виростити цілу отару архаромериносів.

## У ролях
- Шакен Айманов — Жакан Дасанов
- Петро Алейников — Віктор Соколов
- Ляйля Галімжанова — Сауле Байжанова
- Рахія Койчубаєва — Жамал
- Елубай Умурзаков — Турдукулов
- Серке Кожамкулов — Аділбек, чабан
- Калибек Куанишбаєв — Бергалієв, міністр
- Аркадій Аркадьєв — професор Ігнатьєв
- Капан Бадиров — Ібрай Жунусов
- Азербайжан Мамбетов — Токен

## Знімальна група
- Режисер — Юхим Арон
- Сценаристи — Є. Шатров, С. Шатров
- Оператор — Олександр Петров
- Композитор — М. Тулубаєв
- Художник — Павло Зальцман